# Moerasnachtzwaluw
De moerasnachtzwaluw (Caprimulgus natalensis) is een vogel uit de familie van de nachtzwaluwen (Caprimulgidae).

## Kenmerken
De moerasnachtzwaluw is gemiddeld 23 cm lang. Het is een relatief donkere nachtzwaluw met een korte staart. Verder heeft de vogel -voor een nachtzwaluw- betrekkelijke lange poten. Opvallend zijn de geheel witte buitenste staartpennen bij het volwassen mannetje.

## Verspreiding en voorkomen
De broedgebieden van de moerasnachtzwaluw liggen zeer verspreid, maar versnipperd in diverse landen van West- en Midden-Afrika. Het is een vogel die zich ophoudt in kleine moerasgebieden in half open savannegebieden.
De soort telt 2 ondersoorten:
- C. n. accrae: van Sierra Leone tot westelijk Kameroen.
- C. n. natalensis: van Mali en Soedan tot Gabon en oostelijk Zuid-Afrika.

## Status
Het verspreidingsgebied is groot en daardoor is de kans op uitsterven gering. De grootte van de populatie is niet gekwantificeerd, maar plaatselijk gaat het aantal achteruit. Echter, het tempo ligt onder de 30% in tien jaar (minder dan 3,5% per jaar). Om deze redenen staat deze nachtzwaluw als niet bedreigd op de Rode Lijst van de IUCN.